# HD83744
HD83744 — хімічно пекулярна зоря спектрального класу A2, що має видиму зоряну величину в смузі V приблизно  9,6.
Вона  розташована на відстані близько 5722,0 світлових років від Сонця.

## Пекулярний хімічний склад
Зоряна атмосфера HD83744 має підвищений вміст 
Si
.